# Christus valt onder het kruis (Rafaël)
Christus valt onder het kruis, ook bekend als Lo Spasimo of Il Spasimo di Sicilia, is een schilderij van de Italiaanse renaissanceschilder Rafaël uit omstreeks 1515-1517. Het is een belangrijk werk in de ontwikkeling van zijn stijl.

## Beschrijving
Het schilderij betreft een niet-Bijbelse voorstelling, afkomstig uit de apocriefe boeken. Het stelt de val van Christus onder het kruis voor, die op dat moment zijn moeder Maria ontmoet. Alle emotie van het schilderij bevindt zich op de voorgrond. Simon van Cyrene tilt het kruis op en kijkt streng naar de bewakers van Jezus.
De vier Maria's worden rechts van Christus afgebeeld. Het thema van een van pijn verkrampte Maria was een populaire, maar in de 16e eeuw binnen de katholieke kerk eveneens controversiële voorstelling van de Heilige Maagd. Overigens valt Maria op dit kunstwerk van Rafaël slechts op haar knieën. Vaker is er op andere kunstwerken sprake van een Maria die instort of flauwvalt.
Op de achtergrond bevinden zich in de verte diverse groepen mensen met aan de horizon een menigte wachtende mensen tussen de twee reeds staande kruisen.

## Geschiedenis
Het schilderij werd oorspronkelijk op paneel vervaardigd in opdracht van het Siciliaanse klooster Santa Maria dello Spasimo te Palermo. Het in Rome geschilderde werk werd verscheept, maar het schip kwam in een storm terecht en zonk uiteindelijk. Deze gebeurtenis werd door Giorgio Vasari als volgt opgetekend:

Tijdens de reis over zee naar Palermo sloeg een zware storm het schip tegen een rots in stukken, de bemanning en de hele lading gingen verloren, behalve dit schilderij, dat in zijn kist door de zee werd vervoerd naar Genua. Hier werd het (de kist) aan wal getrokken en zag men het als iets goddelijks, men vond het intact, zelfs de winden en golven hadden in al hun woestheid respect voor de schoonheid van een dergelijk werk.

Toen het nieuws zich verspreidde, probeerden de Siciliaanse monniken het miraculeuze schilderij terug te krijgen. Ze moesten echter de paus inschakelen om dit te bereiken. Het schilderij kwam ten slotte veilig in Palermo aan, waar het grote bekendheid verwierf.
In 1622 kocht de Spaanse onderkoning Ferrando de Fonseca namens koning Filips het schilderij aan. De Spaanse vorst wilde het schilderij een plaats geven in het hoofdaltaar van de kapel van de Koninklijke Alcázar in Madrid. Later nam Napoleon tijdens een van zijn campagnes het schilderij als oorlogsbuit mee naar Parijs. Hier werd het kunstwerk van het paneel overbracht op linnen, destijds een veel voorkomend gebruik in Frankrijk. In tegenstelling tot veel andere kunstwerken, keerde het schilderij terug naar Spanje, waar het werd toegevoegd aan de koninklijke collecties en weer wat later aan de kunstcollectie van het Prado.
De huidige staat van het schilderij is niet goed en wordt daarom momenteel niet tentoongesteld in het museum.
In het verleden werd betwist of het wel een werk van de hand van Rafaël betrof, maar tegenwoordig is de consensus dat in elk geval belangrijkste delen van het kunstwerk door de kunstenaar zelf zijn geschilderd en dat de rest is uitgevoerd door zijn ateliermedewerkers.
Fresco's: De triomf van Galatea · Stanza della Segnatura · Dispuut over het Heilige Sacrament · De school van Athene · Stanza di Eliodoro

Altaarstukken: Het huwelijk van de Maagd Maria · De heilige Catharina van Alexandrië · Christus valt onder het kruis · De transfiguratie

Madonna's: Madonna van de groothertog · Kleine Cowper-madonna · Madonna met de distelvink · Madonna met de anjer · La belle jardinière · Aldobrandini-Madonna · Madonna van Loreto · Alba-madonna · Madonna van Foligno · Madonna met de stoel · Sixtijnse Madonna

Allegorische schilderijen: De droom van de ridder · De drie gratiën

Portretten: Bindo Altoviti · Baldassar Castiglione · Agnolo Doni · Maddalena Doni · De dame met de eenhoorn · De zwangere · La Donna Velata